# Josef Kobra Kučera
Josef Kobra Kučera (9. ledna 1944 Hostouň u Prahy – 22. února 2015 Praha) byl výtvarník, humorista, publicista, šéfredaktor, vydavatel, organizátor, kurátor, aranžér, vernisážový řečník, teoretik kresleného humoru, performer. Byl známý také pod jmény Josef Kučera, Josef Kobra, Josef Kučera-Kobra a pod zkratkami J.K.K. a JKK. Přezdívku Kobra, kterou dostal v mládí kvůli svým brýlím, přijal za vlastní a používal ji do konce svého života.

## Začátky v Teplicích
Josef Kobra Kučera se narodil v Hostouni u Prahy (okres Kladno), kam jeho rodina uprchla za války; po válce se vrátili do Teplic. V Teplicích prožil mládí, zamiloval si tramping a vyučil se univerzálním nástrojařem. Později, po odchodu do Prahy, dálkově vystudoval Střední novinářskou školu.
Byl vedoucí, autor a režisér amatérského divadla TESTROJ (TEplické STROJírny). Trampovat začal s osadou Lone Star, která byla později přejmenovaná na Howgh. Jezdil do trampské obce Fort Hazard, kde se účastníci aktivně věnovali výtvarným pracím a psaní. Kreslil, dělal koláže a asambláže (trojrozměrné koláže). Ještě před nástupem na vojnu (ZVS) mu v roce 1963 v Mladém světě otiskli první básně. První povídku mu otiskli v roce 1964, první kresbu v roce 1965; první rozhlasové vystoupení měl v pořadu Mirka Kováříka v ústeckém rozhlase.
Na vojně založil VOKAP (VOjenský KAbaret Poezie s dixielandem), kde se věnoval psaní a režii. Po návratu do civilního života se prosadil i s kresleným humorem. První otištěný kreslený vtip měl v roce 1966 v Mladém světě, kde kreslený humor redigoval karikaturista Miroslav Liďák. V témže roce měl v Teplicích první samostatnou výstavu koláží a asambláží. Dále v tomto roce založil s přáteli v Teplicích firmu SOS (Servisní Opravárenská Služba). S Václavem Duškem, Karlem Krylem, Alexem Koenigsmarkem a dalšími začínajícími umělci založili Divadélko na zámku v Černé kuchyni, které provozovali v prostorné románské kuchyni na zámku v Teplicích. Po vykázání z těchto prostor se přejmenovali na Divadélko pro známé.

## Odchod do Prahy
Josef Kobra Kučera odešel v roce 1967 do Prahy, kde vyhrál konkurs na místo referenta a grafika v Inzertní a reklamní agentuře Mladé fronty. Spolupracoval s deníkem Mladá fronta, psal krátké noticky a publikoval v něm i své kresby, první fejeton mu otiskli na jaře 1968. Když v srpnu 1968 dělali po vpádu vojsk Varšavské smlouvy do Československa tzv. Svobodnou Mladou frontu, publikoval v ní především svůj protiokupační kreslený humor. Své kresby a koláže publikoval i v Lidové demokracii a v týdeníku Dikobraz. Po pražském jaru nemohl publikovat, v roce 1969 musel odejít z Mladé fronty, ale podařilo se mu v Brně získat místo šéfredaktora měsíčníku Zálesák. Udělal novou koncepci časopisu a spolu s redaktory Fedorem Skotalem a Ladislavem Vencálkem, se kterým také napsal pro brněnskou televizi scénář loutkové pohádky Nejkrásnější kočičí písnička, výrazně zvedli jeho náklad. V roce 1970 však bylo vydávání časopisu Zálesák zakázáno a to mu uzavřelo novinářskou dráhu. Nepomohlo mu ani to, že si dodělal Střední novinářskou školu (maturoval v roce 1972). Kvůli komunistickému režimu nemohl po maturitě ani dál studovat.
Od roku 1970 spolupracoval s Fedorem Skotalem na jeho časopisu Portýr (zpravodaj folkového festivalu Porta), ve kterém se za dvacet let spolupráce vystřídal na různých pozicích – šéfredaktor, redaktor, grafik, vedoucí propagace, tajný spolupracovník. Dále byl v letech 1970 až 1989 členem organizačního štábu folkového festivalu Porta, podílel se i na pořádání dalších trampských festivalů. Vymyslel motto festivalu Porta: Hudba je lék a Porta je nejlepší apatyka! Eduardem Světlíkem byl přijat do firmy Fortuna, kde pracoval v oddělení Folk a country Michala Konečného. Před likvidací Fortuny se mu v roce 1970 ještě podařilo v rámci II. Folk a country festivalu v Lucerně uspořádat v klubu Savarin první Salon kresleného humoru s kresbami Jana Vyčítala. Další Salony pak přesunul do foyeru divadla Ateliér a později do předního sálu Malostranské besedy a do restaurace Galerie Mánes. Do roku 2014 J. K. Kučera uspořádal 402 Salonů (převážně kresleného humoru), většinu z nich uspořádal v Malostranské besedě.
Po krátkém působení jako produkční v divadle Ateliér ho Miky Ryvola prosadil jako tiskového redaktora do propagace Lidového nakladatelství, kde se podílel na přípravě knih. Pak vyhrál konkurs na šéfa propagace Kulturního domu hlavního města Prahy, kde jako FCK (Folk a country klub) vydávali občasník Portýr a trampské zpěvníky. Dále se podílel na přípravě katalogů Pražských jazzových dnů. Od roku 1980 pracoval v propagačním oddělení České státní pojišťovny, které vedl Vít Hrabánek.
Ilustroval knihy, dělal grafické úpravy knih, vytvářel plakáty, publikoval kreslený humor, koláže a stripy s Fuseklíkem, což byl kreslený komentátor československého (později českého) života, který měl podobu chodící hlavičky. Fuseklík vycházel např. v těchto periodikách: Literární noviny, Mladá fronta Dnes, Svobodné slovo, Melodie, Zálesák, Portýr, ŠKRT, Nový dikobraz, Podvobraz, …And you, Sokol, Měšec (na internetu) i ve slovenském BUMerangu. J. K. Kučera vytvářel loga, např. logo pražského FCK (Folk a country klub), logo pražské Malostranské besedy, logo festivalu Svojšický slunovrat (usměvavé slunce s dvanácti ručičkami), logo České pojišťovny Group.

## Po listopadu 1989
V prosinci 1989 obnovil s Vítem Hrabánkem Stranu mírného pokroku v mezích zákona (SMPvMZ), ve které byl spolupředsedou. Od ledna 1990 začal vydávat humoristický a satirický měsíčník ŠKRT (leden 1990 – srpen 1992), ve kterém měl na starosti jeho grafickou úpravu a od ledna 1991 v něm dělal šéfredaktora. V březnu 1990 byl jedním ze zakládajících členů České unie karikaturistů (ČUK), ve které nejprve zastával funkci tajemníka a od roku 1999 byl jejím místopředsedou. Časopis ŠKRT prezentoval jak tvorbu kreslířů České unie karikaturistů, tak tvorbu členů Strany mírného pokroku v mezích zákona. Nejprve vycházel v nakladatelství Novinář, ve kterém J. K. Kučera v roce 1990 pracoval, od roku 1991, kdy nakladatelství Novinář ukončilo svou činnost, ho společně s manželkou Růženou Kučerovou vydávali v jejich vydavatelství a nakladatelství KOBRA. V tomto nakladatelství rovněž vydávali humoristický týdeník KUK novináře Ivana Hanouska (v první polovině roku 1991, kdy byl J. K. Kučera i jeho šéfredaktorem) a knihy s kresleným humorem (edice Minicartoons, Edice výtvarného humoru), tiskli pozvánky, plakáty a katalogy k výstavám a bulletin GEK pro členy České unie karikaturistů. Dále byl J. K. Kučera spolumajitelem První české reklamní společnosti, kterou založili s Vítem Hrabánkem a Františkem Ježkem. Po ukončení činnosti této společnosti nastoupil v roce 1996 zpět do České pojišťovny. V novinářské branži pokračoval v deníku Slovo (do roku 2000), kde byl editorem páteční přílohy Slovo na víkend a kam mimo jiné připravil cyklus rozhovorů Hvězdy humoru. Dále byl v časopise ...And you zástupcem šéfredaktora Fedora Skotala a uplatnil se i v propagačním oddělení časopisu Sokol. V roce 2004 byl v redakční radě nakrátko obnoveného časopisu Dikobraz. Patřil mezi zakládající členy redakce internetového hudebního časopisu Music Open, psal rozhlasové skeče a scénáře, spolupracoval s Českým rozhlasem Regina Praha, pro které namlouval své fejetony.
Byl autorem scénáře (pro Českou televizi, dále ČT) dvanáctidílného střihového seriálu o trampské písničce, folku a country Ranč u ztracené podkovy (1994, režie Jan Bonaventura), spolupracoval na dokumentárním cyklu ČT Legendy folku a country (2000, režie Jiří Vondrák) a na dokumentárním cyklu ČT o dějinách trampingu Zvláštní znamení touha (2015, režie Václav Křístek).
Za svůj život redigoval a graficky upravil stovky katalogů, sborníků kresleného humoru, knih, různých magazínů a zpěvníků (např. Porta '83, Porta '89, Hop Trop '86, Zpěvníčky Mladého světa 1971 až 1985). Ilustroval knihy, byl autorem mnoha plakátů, koláží, letáků, pozvánek, log a bookletů k hudebním nosičům (např. booklety pro Originální pražský synkopický orchestr). Psal básně, hry, kabarety, fejetony a další novinářské žánry. Redigoval v novinách a časopisech (např. Divoké víno, Mladá fronta, Krkonoše, Ohníček, Metropolitan, Telegraf, ...And you) rubriky kresleného humoru. Měl desítky samostatných a společných výstav, jako kurátor uspořádal, kromě Salonů kresleného humoru, dalších zhruba šedesát výstav kresleného humoru (cartoons), založil Mezinárodní bienále kresleného humoru v Písku a podílel se na organizování národních soutěží kresleného humoru Gastronomické grotesky při Mezinárodním televizním a rozhlasovém festivalu o gastronomii Znojemský hrozen. Jako kurátor uspořádal i několik desítek komerčních a politických výstav, např. v předsálí Španělského sálu na Pražském hradu uspořádal výstavy Exil, Naši letci v Anglii, Holocaust, Justiční zločiny komunismu, Bratři Mašínové. Pořádal výstavy na festivalu Mene Tekel (mezinárodní projekt proti totalitě). Další výstavy uspořádal na radnici ve Vídni (v roce 1992), v Manile na Filipínách (v roce 1998), po celé Praze a v dalších městech Česka. Na realizaci všech výstav se podílela jeho manželka Růžena Kučerová. J. K. Kučera byl pravidelným účastníkem porot kresleného humoru a soutěží dětské kresby. Byl předsedou občanského sdružení MUHUKA, které chtělo v Praze vybudovat Muzeum kresleného humoru a karikatury. Spolupořádal happeningy a performance, např. pohřební průvod Prahou, který šel 4. července 1991 k Malostranské besedě pohřbít týdeník KUK a zahájit výstavu kresleného humoru KUK – NA SHLEDANOU. Další akce byly pořádány pod hlavičkou Strany mírného pokroku v mezích zákona, např. protestní žranice na Václavském náměstí (v květnu 1990), svatováclavská demonstrace 28. září 1991 v Praze.

## Ocenění
- v roce 1988 byl na 150. Salonu kresleného humoru (v Malostranské besedě v Praze) dekorován čestným titulem HUDr. (Doctor Humoris Causa)
- v roce 2005 obdržel českou Výroční cenu České unie karikaturistů, tzv. Řád bílé opice

## Dílo

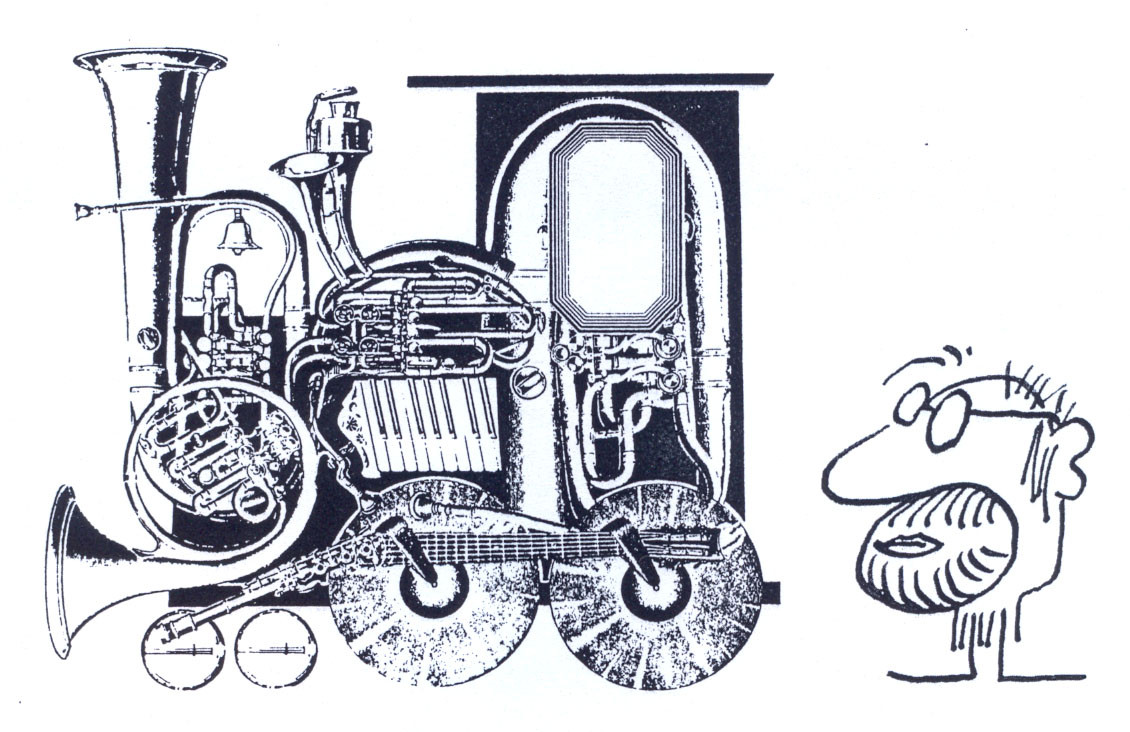
Jazzinka

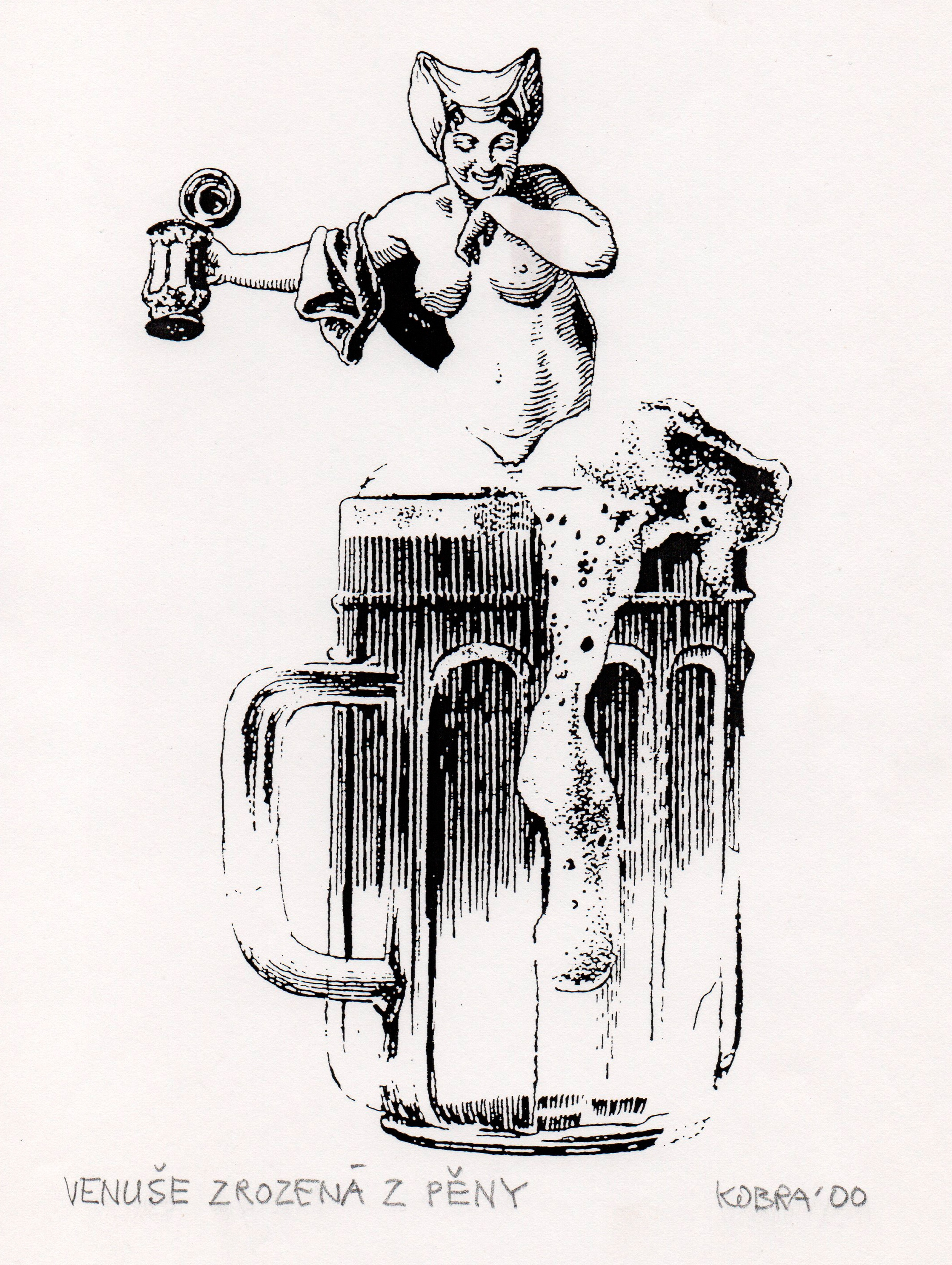
Venuše zrozená z pěny

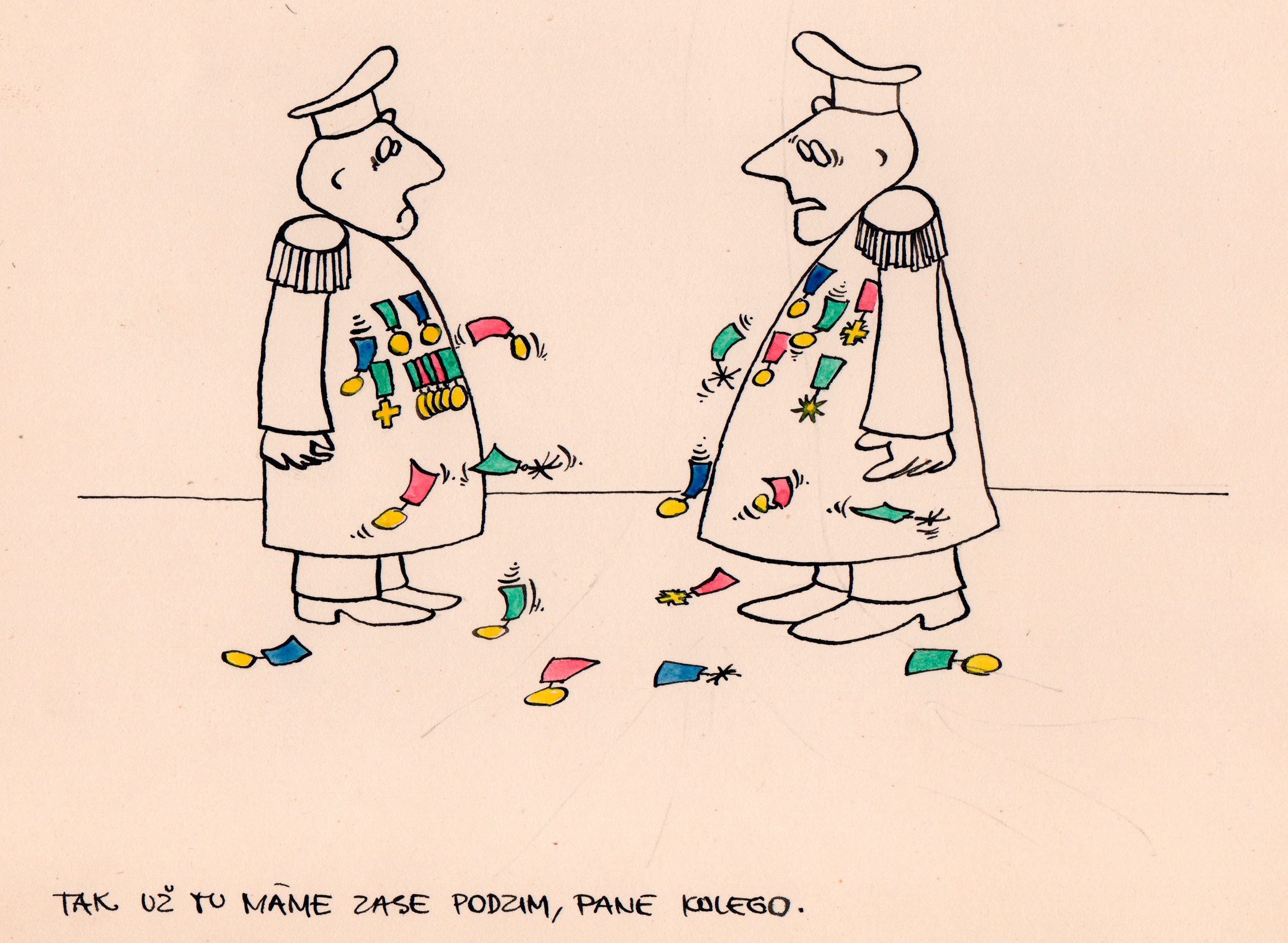
Podzim

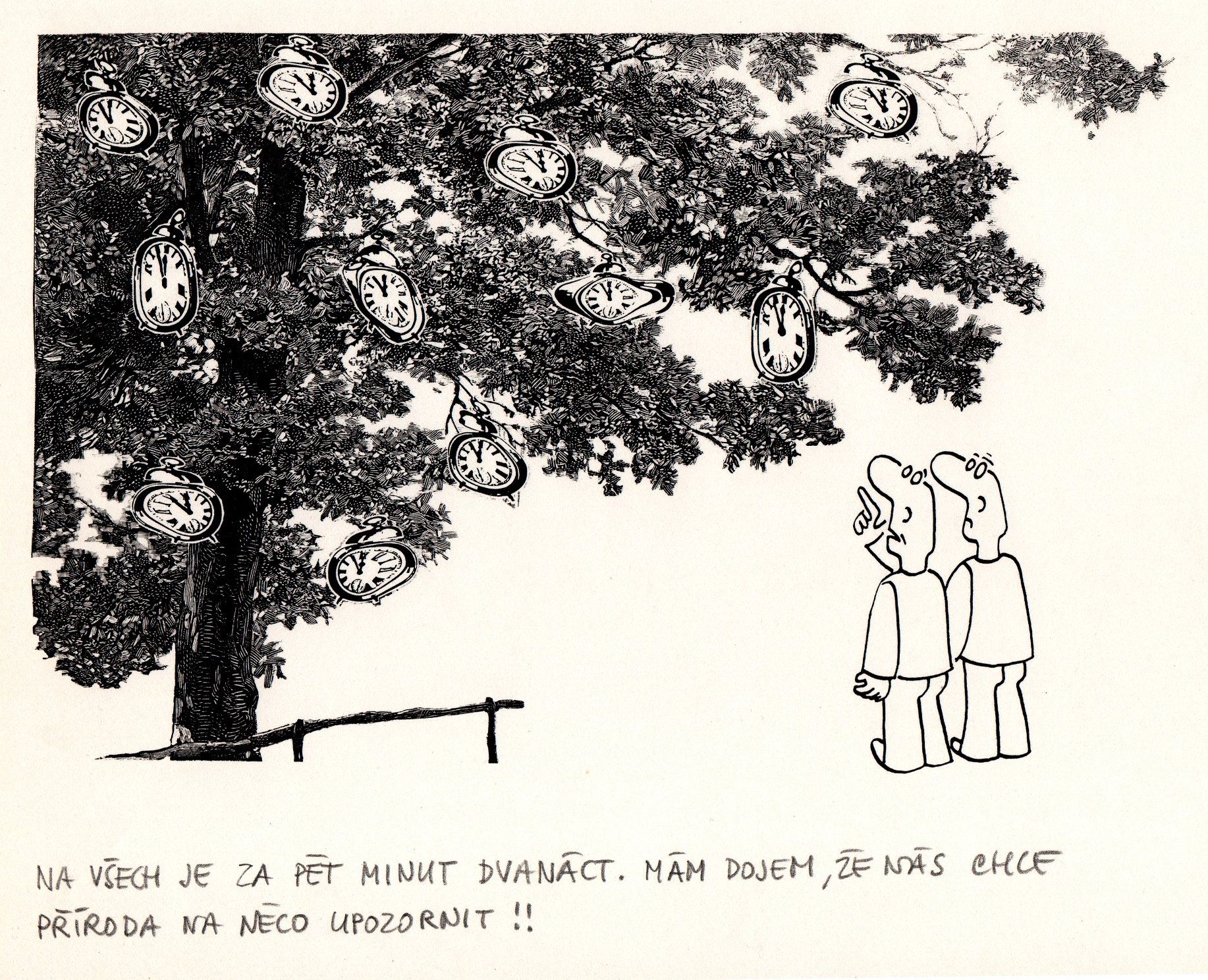
Za pět minut dvanáct

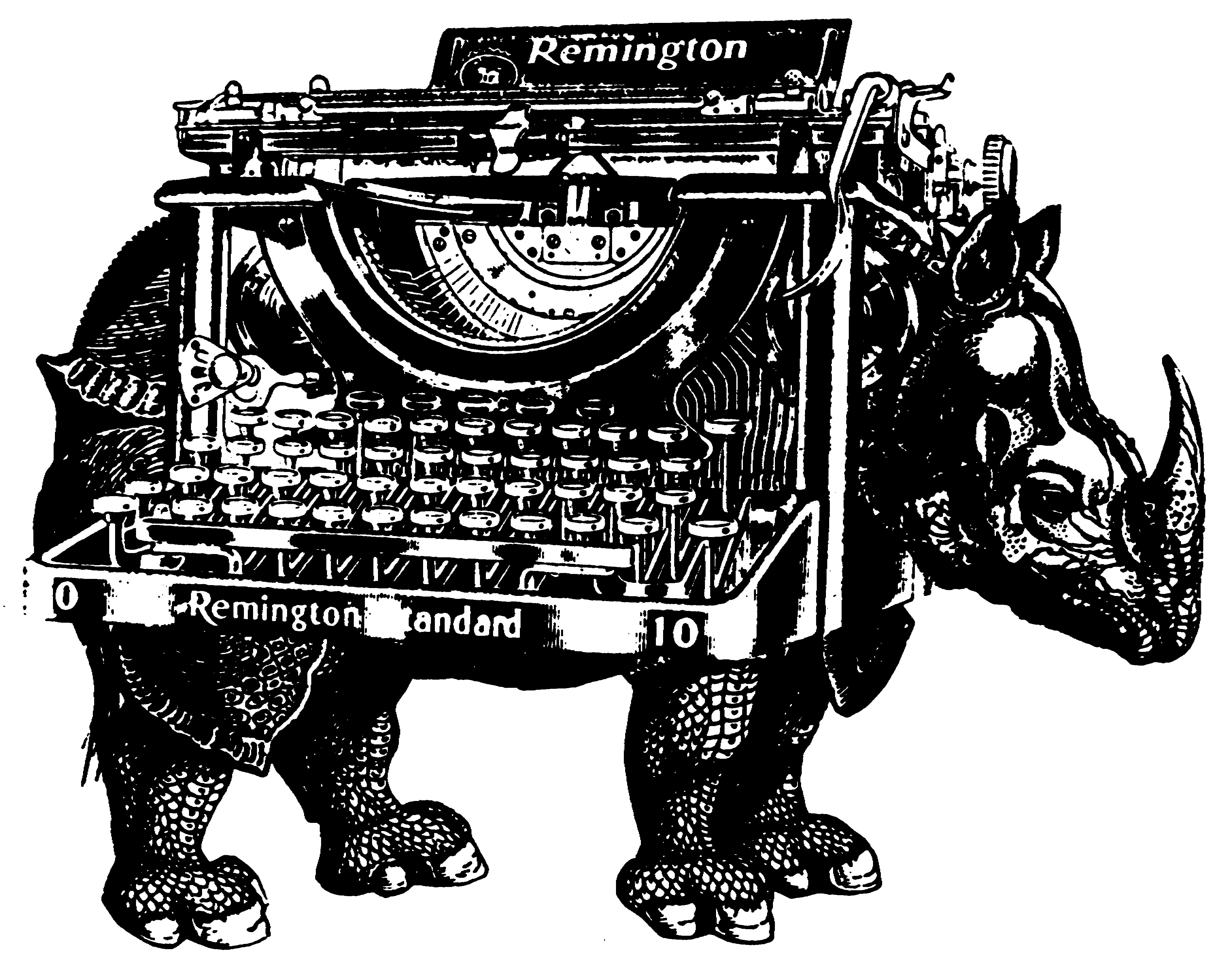
Nosorožec

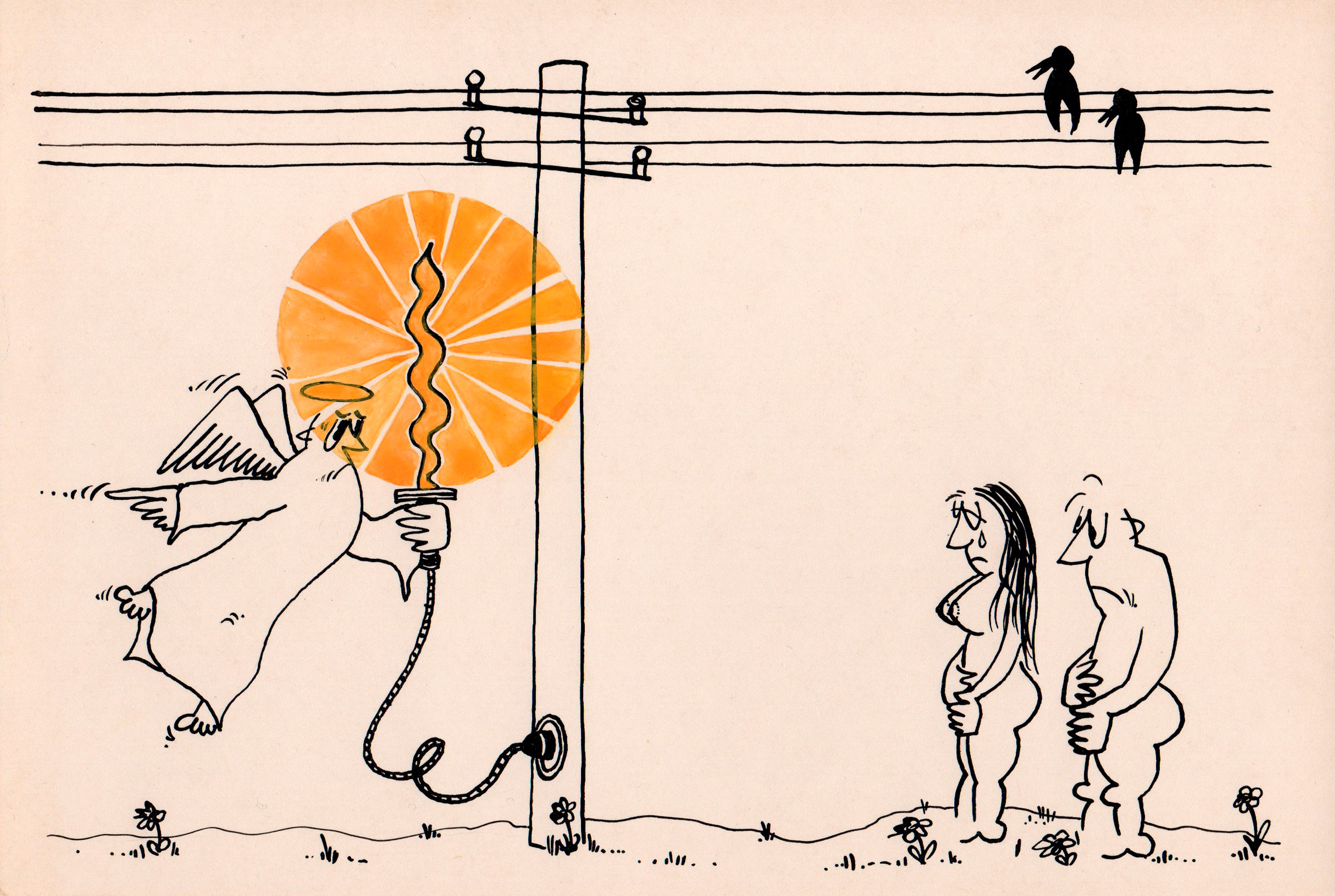
Ohnivý meč

Knihy ilustrované J. K. Kučerou (výběr)
- Krhútská kronika: paměti prarapla středního věku, Ervín Hrych, 1991, Praha: Marsyas, ISBN 80-900262-1-4
- Výjimečný stav, Antonín Rýgl, 1995, Praha: Marsyas, ISBN 80-901606-2-X

Knihy pro děti a mládež (výběr)
- Zálesácký rok, kolektiv autorů, 1988, Praha: Novinář
- Tajemství klukovské kapsy, 1990, Praha: SNTL, ISBN 80-03-00249-4

Knihy vydavatelství a nakladatelství KOBRA (výběr)
- A přece se točí: Kniha o pivu, Václav a Petr Herinkovi, 1992, Praha: KOBRA, ISBN 80-900714-9-X
- Kreslený humor, Josef Brožek, 1992, Praha: KOBRA, ISBN 80-85616-01-7
- Praha-ha-ha, Miroslav Slejška, 1992, Praha: KOBRA, ISBN 80-85616-02-5
- Semtex a dalších 15 písniček Honzy Vyčítala z LP Semtex a ...A když jsme opustili Prahu, Jan Vyčítal, 1992, Praha: KOBRA
- Gól: fotbal v odrazu rovného a křivého zrcadla, Jaroslav Dostál, 1993, Praha: KOBRA, ISBN 80-85616-03-3
- Mě na kolena nesrazíte, Jan Vobr, 2002, Nový Bor: KOBRA, ISBN 80-85616-09-2

Účast J. K. Kučery v knihách a publikacích (výběr)
- Občanské fóry: Pražský podzim 1989, 1990, Praha: Odeon + Česká expedice, ISBN 80-207-0138-9
- Úsměvy s Becherovkou, 1990, Karlovy Vary: Jan Becher
- Čaj s příchutí jehličí: Trampský cancák, 1992, Praha: Carmen, ISBN 80-85531-29-1
- Almanach humoru: Smějeme se době i sobě, 1994, Žďár nad Sázavou: Impreso Plus, ISBN 80-85835-06-1
- Pickanterie: Koláž ze života a díla satirika J. R. Picka, 1995, Praha: Marsyas, ISBN 80-901606-3-8
- Potlach aneb Čaj s příchutí jehličí a rumu, 1998, Praha: Regia, ISBN 80-902484-2-X
- Miloslav Jakub Langer, Ivan Doležal: Porta znamená brána... (... i do nového století?), 2001, Praha: Adonai, ISBN 80-86500-23-3
- 2CET: Almanach k 20 výročí založení České unie karikaturistů, 2010, Praha: ČUK
- Divoké víno 2007–2017: Antologie 2007–2017, kolektiv autorů, 2017, Praha: Slovart, ISBN 978-80-7529-327-5

Knihy s kresleným humorem, které J. K. Kučera uspořádal, graficky upravil, nebo ke kterým napsal předmluvu, doslov či slova o autorovi a díle (výběr)
- Konžerty, Jiří Slíva, 1978, Praha: Supraphon
- 100x hoří, kolektiv autorů, 1978, Praha: TEPS – Tisková, ediční a propagační služba místního hospodářství
- Papírový humor 1, kolektiv autorů, 1980, Jihočeské papírny Větřní
- Kreslený humor, Jiří Slíva, 1980, Brno: Dům umění města Brna
- 100x pojištěný úsměv, kolektiv autorů, 1982, Praha: Česká státní pojišťovna + Novinář
- Budoucnost je v pojištění, kolektiv autorů, 1988, Praha: Česká státní pojišťovna + Československá redakce VN MON + Novinář
- Krakonoše si představuje každý jinak, kolektiv autorů, 1988, Praha: Česká státní pojišťovna + Novinář
- Papírový humor 2, kolektiv autorů, 1989, Jihočeské papírny Větřní
- Svět je báječné místo k narození, Stanislav Holý, 1989, Praha: ČTK Repro, ISBN 80-7046-026-1
- Co je zase tohle?, Dušan Pálka, 1989, Praha: ČTK Repro, ISBN 80-7046-025-3
- Žiju, povolení mám!, Pavel Matuška, 1990, Praha: Československá tisková kancelář-Repro, ISBN 80-7046-039-3
- Knížka pro kočku a nejen pro ni, Pavel Kantorek, 1990, Praha: Annonce, ISBN 80-900125-0-7
- Uliční výb(o)ěr, Petr Juřena, 1990, Praha: Univers, ISBN 80-900159-0-5
- Sport a sex, Jaroslav Dostál, 1990, Praha: Univers, ISBN 80-900159-1-3
- Jak vtipy přicházejí na svět, Jaroslav Kerles, 1991, Praha: Annonce, ISBN 80-900125-1-5
- Kočkové, trempíři a ufouni Honzy Vyčítala, Jan Vyčítal, 1991, Praha: Svět v obrazech, ISBN 80-85379-12-0
- Jaderný humor, kolektiv autorů, 1992, Praha: Nuklin, ISBN 80-7073-042-0
- Světlo a teplo pro váš dům, kolektiv autorů, 1993, České Budějovice: Agentura CéBé, ISBN 80-900836-1-7
- Hlavně, že jsme zdraví!, kolektiv autorů, 1999, Praha: Tok, ISBN 80-86177-05-X
- Pavel Kantorek & zvířátka, 2001, Praha: X-Egem, ISBN 80-7199-058-2
- Jiří Slíva: Monografie, 2004, Praha: Slovart, ISBN 80-7209-625-7
- Michal Hrdý, Ondřej Tůma, 2004, Praha: Studio art print, ISBN 80-239-2869-4
- Usmívání: kresba / malba / řezba, Pavel Matuška, 2006, České Budějovice: Jaroslav Karmášek, ISBN 80-239-6819-X
- Atomové úsměvy, kolektiv autorů, 2008, Praha: Česká nukleární společnost ve spolupráci s Českou unií karikaturistů, ISBN 978-80-02-02014-1
- Usmívání 2: kresba / malba / řezba, Pavel Matuška, 2015, Dalibor Malina a CK Vsacan Tour Vsetín, ISBN 978-80-904983-8-9

Jiné publikace J. K. Kučery (výběr)
- Kdo je pachatel (desková hra, s Josefem Kutíkem), 1969, Spohra Praha
- Zlatokopecká výprava (desková hra, s Josefem Kutíkem), 1969, Spohra Praha
- Almanach na dovolenou, 1969, Praha: TEPS – Tisková, ediční a propagační služba místního hospodářství
- Dvaatřicet trumfů (portréty 32 folkových písničkářů a skupin), 1970, Fortuna
- 30 let čsl. amatérského jazzu, 1977, Praha: Kulturní dům hlavního města Prahy
- Kratochvílné čtení pro celou rodinu, 1981, Praha: Česká státní pojišťovna + Novinář
- Vádemékum pro každou životní situaci aneb Průvodce životem: Od kočárku do důchodu, 1984, Praha: Česká státní pojišťovna + Novinář

Katalogy k výstavám cartoons (výběr)
- Salony kresleného humoru, (s Ivanem Hanouskem), Malostranská beseda a Galerie Mánes, Praha, 1970 až 2014[31][32]
- Obrázky a ilustrace pro děti a dospělé, Václav Johanus, 1983, Písek: Okresní muzeum; Český Krumlov: Okresní muzeum[33]
- Po dvou i po čtyřech: člověk a živočich – přátelé, partneři i soupeři, kolektiv autorů, 2005, Písek: Město Písek, 6. mezinárodní bienále kresleného humoru Písek[34]

Samostatné výstavy díla J. K. Kučery (výběr)
- Koláže a asambláže, Galerie Oko, Teplice, 1967
- Koláče a samopláče, Kix klub, Teplice, 1968
- J & K koláže, Salon kresleného humoru, Malostranská beseda, Praha, 1973
- Pouť, Salon kresleného humoru, Malostranská beseda, Praha, 1981
- Hudební salon Kobra, Salon kresleného humoru, Malostranská beseda, Praha, 1984
- Koláže, Galerie 'P, Pardubice, 1986
- Konfrontace, Salon kresleného humoru, Malostranská beseda, Praha, 1989
- Jazz, Vinárna U Váchů, Václavské náměstí, Praha, 1991
- Výběr ze sbírky Josefa Kobry Kučery, Salon kresleného humoru, Malostranská beseda, Praha, 1992
- Netvoři, Vinárna U Váchů, Václavské náměstí, Praha, 1992
- 1. Putovní výstava nadávek, Salon kresleného humoru, Malostranská beseda, Praha, 1994
- Kobrův život zvířat – Výběr z položivotního díla, Galerie ve věži, Prachatice, 1995
- Josef Kobra Kučera uvádí Fuseklíka, Salon kresleného humoru, Malostranská beseda, Praha, 1999
- KOBRA 60, Salon kresleného humoru, Malostranská beseda, Praha, 2004
- Kopa let Josefa Kobry Kučery, GALA – Galerie u Frantíka, Praha, 2004
- Josef Kobra Kučera – Slet divnejch ptáků, Salon kresleného humoru, Malostranská beseda, Praha, 2007
- Pražské Grotesky – Josef Kobra Kučera, Salon kresleného humoru, galerie restaurace Sedm konšelů, Praha, 2013
- KOBRA 70, Salon kresleného humoru, galerie restaurace Sedm konšelů, Praha, 2014
- Kosmický herbář, Botanická zahrada v Teplicích, 2014
- Teplické a pražské grotesky, Dům kultury Teplice a Jazz Club Teplice, 2014
- Vzpomínka na Kobru, Malostranská beseda, Praha, 2022

### Literární zdroje
- ANTONY - TONY, Michael. Tramping: Dějiny, osobnosti, trampská píseň, osady, humor, pověsti, trampové ve filmu. 1. vyd. Brno: CPress, 2022. 256 s. ISBN 978-80-264-4492-3.
- PAVLIŇÁK, Petr. Slovník českých a slovenských výtvarných umělců 1950 - 2001: VI. Kon - Ky. 1. vyd. Ostrava: Výtvarné centrum Chagall, 2001. 512 s. ISBN 80-86171-06-X.
- KOENIGSMARK, Alex. Mezi židlemi aneb Hra na černocha. 1. vyd. Praha: Medias Res, 2021. 176 s. ISBN 978-8087957-30-1.